# Torgöt

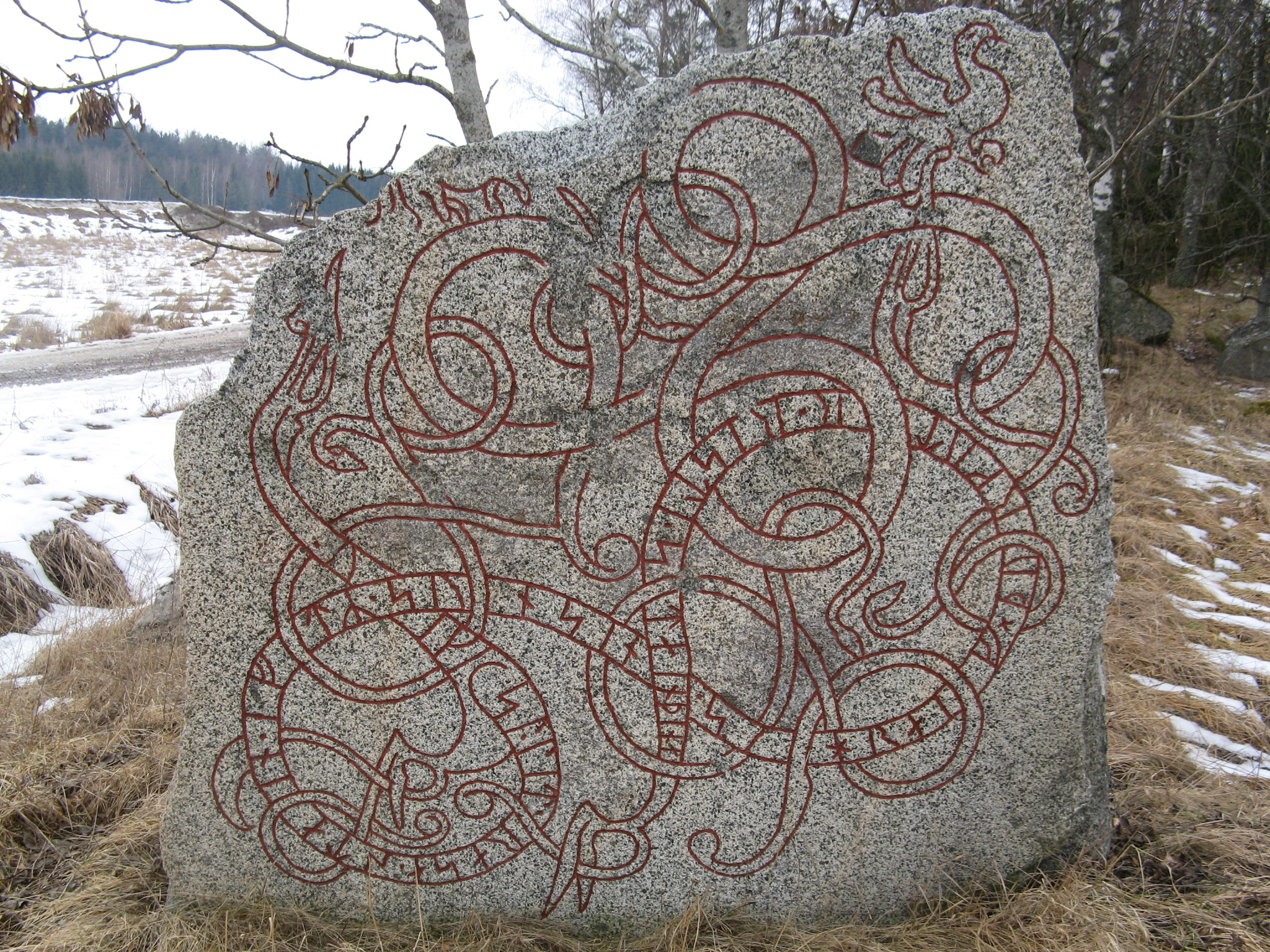
En av de runstenar, U 746 i Hårby i Husby-Sjutolfts socken, som Torgöt signerat.

Torgöt var en runristare verksam i Uppland under mitten av 1000-talet. På ristningen U 308 säger han sig vara arvinge till den välkände runmästaren Fot. Det är troligt att han varit Fots lärjunge och sannolikt även hans son, vilket framgår av tillnamnet Torgöt Fotsarve.
Torgöt har signerat minst tre runristningar, U 308, U 746 och U 958 samt därtill möjligen även U 257. På den sistnämnda finns bara runorna "-r • risti runar þisa" kvar, samt symbolen av en fågel som också återfinns på U 746.

## Signerade runristningar
- U 257[2] Fresta kyrka, Fresta socken, fragment:  ...r * risti runaʀ þisaʀ
- U 308[3] Skånela socken, runhäll:  þurhkutr * risti runa þisar fots arfi
- U 746, Husby-Sjutolfts socken, runsten:  × þurkutr * risti * stain * þina
- U 958[4] Danmarks socken, runsten:  þurhutr * risti

## Attribuerade ristningar
Till Torgöt genom ornamentik attribuerade ristningar:
- U 58,[7]
- U 77,[8]
- U 306,[9]
- U 694[10]

Osäkra ristningar som möjligen kan attribueras till Torgöt:
- U 11, Hovgårdsstenen, Adelsö socken, runblock
- U 80,[11]
- U 257, möjligen tillsammans med Fot[12]
- U 281,[13]
- U 643,[14]
- U 836, Nysätra socken, runsten
- U 839,  mellan Nysätra kyrka och Torstuna kyrka ca 1 km öster om Ryda kungsgård, runsten